# Flaga Jacksonville
Flaga Jacksonville – flaga miasta Jacksonville, w stanie Floryda. Została przyjęta przez Radę Miasta Jacksonville 24 lutego 1976 roku. Zaprojektowana przez Dona Bozemana, zwycięzcę konkursu Bold CityFest z 1975 r. dorocznych obchodów miasta i hrabstwa. Poprzednią flagą z 1914 roku, uznano za przestarzałą.
Brązowa sylwetka przedstawia pomnik Andrew Jacksona w centrum miasta. Pomnik reprezentuje historię oraz nazwę miasta. Promienie słoneczne nawiązują do przyszłości. Plan miasta/hrabstwa z przebiegiem Rzeki Świętego Jana ma odzwierciedlać wpływ rzeki na miasto. Kolor pomarańczowy ma symbolizować słoneczny stan oraz dwie dzielnice Jacksonville: Mandarin i Orange Park.